# Хироми Икеда
Хироми Икеда (јап. 池田 浩美; 22. децембар 1975) бивша је јапанска фудбалерка.

## Репрезентација
За репрезентацију Јапана дебитовала је 1997. године. Са репрезентацијом Јапана наступала је на два Олимпијским играма (2004. и 2008) и три Светска првенства (1999, 2003. и 2007). За тај тим одиграла је 119 утакмица и постигла је 4 гола.

## Статистика
| Јапан  | Јапан | Јапан |
| Год.   | Ута.  | Гол.  |
| ------ | ----- | ----- |
| 1997   | 6     | 0     |
| 1998   | 9     | 0     |
| 1999   | 8     | 0     |
| 2000   | 5     | 0     |
| 2001   | 10    | 3     |
| 2002   | 6     | 0     |
| 2003   | 11    | 1     |
| 2004   | 10    | 0     |
| 2005   | 9     | 0     |
| 2006   | 17    | 0     |
| 2007   | 16    | 0     |
| 2008   | 12    | 0     |
| Укупно | 119   | 4     |